# María Sumire

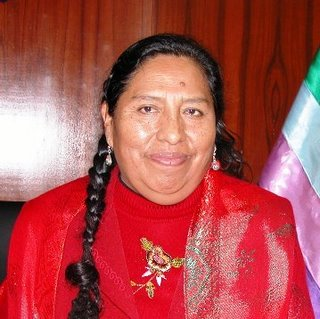
María Sumire

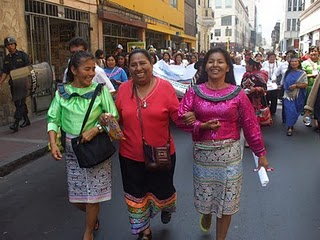
María Sumire bei einem Protestmarsch von Indigenen in Lima

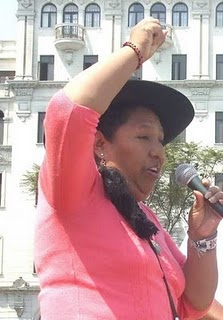
María Sumire vor dem Kongressgebäude in Lima

María Cleofé Sumire López de Conde (* 9. April 1951 in Sicuani, Provinz Canchis, Region Cusco) ist eine peruanische Rechtsanwältin und Politikerin.

## Leben
María Sumire, deren Muttersprache Quechua ist, wuchs als Tochter des Gründers des Bauernverbandes von Cusco (Federación Departamental de Campesinos del Cusco), Eduardo Sumire, in der Dorfgemeinde Collachapi auf (Distrikt Layo, Provinz Canas, Region Cusco).
Als Rechtsanwältin unterstützte Dr. María Sumire den Bauernverband von Cusco in seinen Kämpfen um Landrechte und beriet Frauenorganisationen. Sie gehört der evangelischen methodistischen Kirche Perus an, ist Führungsmitglied des Andinen Frauenverbandes (Asociación de Mujeres Andinas) AMA und war eine der 1.000 Kandidatinnen für den Nobelpreis 2005.
2006 wurde sie als Kandidatin der Unión por el Perú in das peruanische Parlament gewählt, wo sie nach ihrer Parlamentskollegin Hilaria Supa Huamán als zweite Abgeordnete in der Geschichte Perus am 25. Juli ihren Eid auf Quechua ablegte, wofür beide von der Fujimori-Anhängerin Martha Hildebrandt und einigen weiteren Abgeordneten heftig kritisiert wurden.
María Sumire war Autorin und Initiatorin des Gesetzesvorhabens „Gesetz zum Schutz und Gebrauch der ursprünglichen Sprachen Perus“ (Proyecto de Ley 806: Ley para la preservación y uso de las lenguas originarias del Perú), um das es abermals heftige Debatten mit ihrer Kontrahentin Martha Hildebrandt gab. Das Gesetz wurde schließlich am Ende der Legislaturperiode, am 26. Juni 2011 verabschiedet als „Gesetz, das Gebrauch, Schutz, Entwicklung, Wiedererlangung, Förderung und Verbreitung der ursprünglichen Sprachen Perus regelt“ (Ley Nº 29735: Ley que regula el uso, preservación, desarrollo, recuperación, fomento y difusión de las lenguas originarias del Perú) und am 5. Juli 2011 im Amtsblatt El Peruano veröffentlicht. In seiner Form als Gesetz zur Verteidigung sprachlicher Rechte ist es das erste und einzige derartige Gesetz in der Geschichte Perus. Heute ist dieses Sprachengesetz (Ley de Lenguas) die Grundlage für zahlreiche Schritte in der Sprachenpolitik Perus, so etwa die Gründung einer eigenen Direktion für indigene Sprachen beim Kulturministerium, die Erstellung einer offiziellen ethnolinguistischen Karte für die interkulturelle zweisprachige Erziehung durch das Bildungsministerium (MINEDU), die geplante Gründung eines Instituts für indigene Sprachen und die Ausbildung von Dolmetschern für indigene Sprachen bei der peruanischen Regierung.
Auf Grund einer Absprache in ihrer Partei, dass Abgeordnete nur eine Legislaturperiode im Parlament bleiben, trat María Sumire wie ihre Fraktionskollegen nicht zu den Parlamentswahlen im April 2011 an. Anders als ihre Kollegin Hilaria Supa kandidierte sie auch nicht für das Andenparlament.

## Veröffentlichungen
- María Sumire de Conde (Hrsg.): Ayllukunamanta imaymana willakuykuna – Mitos y cuentos de pueblos originarios. Fondo Editorial del Congreso del Perú, Lima 2011, 398 Seiten. ISBN 978-612-4075-26-1.